# ویلیام مورگان (بازیگر)
ویلیام مورگان (انگلیسی: William Morgan; ۲۶ مهٔ ۱۷۵۰ – ۴ مهٔ ۱۸۳۳) بیم‌سنج، پزشک، و فیزیک‌دان اهل پادشاهی متحد بریتانیای کبیر و ایرلند بود.
وی همچنین برندهٔ جوایزی همچون همکار انجمن سلطنتی و مدال کاپلی شده‌است.